# Niels Holst-Sørensen
Niels Holst-Sørensen (født 19. december 1922 i Sønder Felding, død 24. oktober 2023) var en dansk atletikudøver på internationalt plan, generalmajor i flyvevåbnet og IOC-medlem.
Holst-Sørensen var i 1940'erne en af verdens bedste 400 og 800 meter-løbere. Han begyndte at dyrke atletik i Herning GF og kom 1944 til Københavns Idræts Forening, han vandt 18 danske mesterskaber 1943-1947. Under 2. verdenskrig havde han verdens bedste tid i 400 meter i 1943 og verdens næsthurtigste tid i 800 meter i 1944.
Han vandt guld på 400 meter og sølv på 800 meter ved EM i 1946 i Oslo. Han løb sidste tur på det danske 4 x 400 meter hold, hvor han sammen med Herluf Christensen, Knud Greenfort og Gunnar Bergsten blev nummer 4 i tiden 3.15,4 min.
Han sluttede sin atletikkariere i efter en niende plads ved OL 1948 i London. Han havde den danske rekord med 47,6 på 400 meter i 27 år frem til først Jesper Tørring tangerede den i Aarhus og senere en anden Skovbakken-løber, Arne Jonsson, et halvt år senere trykkede den ned til 47,1.
Hans 1,48,9 på 800 meter sat ved landskampen i Stockholm i 1943 stod i 11 år som dansk rekord, inden Gunnar Nielsen, forbedrede den på Østerbro Stadion. Som aktiv sportsudøver var Holst-Sørensen 178 cm høj og vejede 70 kg.
Den militære uddannelse, Holst-Sørensen påbegyndte i 1942, fortsatte efter krigen med eksamen fra Hærens Officersskole i 1946. Året efter kom han på flyveskole i Karup. I 1965 blev han oberst og stabschef ved Flyvertaktisk Kommando; 1968–1970 var han leder af Flyvestation Karup, og i 1970 blev han generalmajor og var chef for Flyvevåbnet 1970-1982. Han var dansk medlem af NATOs militærkomité 1982-1986.
Holst-Sørensen var fra 1977 medlem af Danmarks Olympiske Komité, 1981-1984 som formand, og 1977-2002 var han medlem af Den Internationale Olympiske Komité. Han blev afløst af Kai Holm. Desuden var han medlem af Danmarks Idræts-Forbund bestyrelse 1993-2002.
Holst-Sørensen modtog seks ordener og udmærkelser, bl.a som vinder af Politikens Årets Fund 1941.

## Danske mesterskaber
- Guld 1947 400 meter 49.5
- Guld 1947 800 meter 1:54.9
- Guld 1947 4 x 400 meter 3:25.4
- Guld 1946 400 meter 49.4
- Guld 1946 800 meter 1:54.5
- Guld 1946 4 x 400 meter 3:20.8
- Guld 1945 400 meter 48.7
- Guld 1945 800 meter 1:55.4
- Guld 1945 4 x 400 meter 3:24.2
- Guld 1944 400 meter 47.6
- Guld 1944 800 meter 1:51.2
- Guld 1944 4 x 400 meter 3:25.7
- Guld 1943 400 meter 49.0
- Guld 1943 800 meter 1:54.2
- Sølv 1942 400 meter 49.9
- Bronze1942 200 meter 22.7
- Sølv 1941 400 meter 49.3

## Personlige rekorder
- 200 meter: 22.3 (1944)
- 400 meter: 47,6 (1944)
- 800 meter: 1.48,9 (1943)
- 1000 meter: 2.23,6 (1944)

## Udmærkelser
- Kommandør af 1. grad af Dannebrog (1986)
- Kong Frederik den IX.s mindemedalje
- Hæderstegnet for god tjeneste ved flyvevåbnet
- Isabella den Katolske Orden
- Nordstjerneordenen
- Sankt Olavs Orden